# مهدي مفضل
مهدي مفضل (1994 المغرب) هو لاعب كرة قدم مغربي.

## روابط خارجية
- مهدي مفضل على موقع قاعدة بيانات كرة القدم.إي يو (الإنجليزية)